# Mordecai Meirowitz
Mordecai Meirowitz (1930) è um perito em telecomunicações israelita que inventou o jogo de tabuleiro de descobrir os códigos Mastermind. A sua ideia foi rejeitada pelas principais companhias produtoras de jogos mas ele conseguiu convencer uma pequena empresa em Leicester de brinquedos educacionais, a Invicta Plastics, que fez alterações de estilo e deu um novo nome ao jogo.
Publicado em 1971, o jogo vendeu mais de 50 milhões de tabuleiros em 80 países, tornando-se o mais bem sucedido novo jogo da década de 70.